# 进步力量联盟
进步力量联盟（法語：Union des Forces du Progrès，缩写为UFP）是贝宁历史上的一个政党。
该党成立于1990年4月30日，是贝宁人民革命党的继承者。最初，由马希乌迪·迪苏领导。
该党没有参加1991年贝宁议会选举。在1995年贝宁议会选举中，它作为变色龙联盟的成员参选；该联盟获得1.5%的选票，赢得1个议会席位。